# Thế vận hội Mùa đông 1936
Thế vận hội Mùa đông 1936, tên chính thức Thế vận hội Mùa đông thứ IV, là một sự kiện thể thao quốc tế được tổ chức từ ngày 6-16 tháng 2 năm 1936 tại Garmisch-Partenkirchen, Bayern, Đức. Đức cũng là nước tổ chức Thế vận hội Mùa hè năm đó. Năm 1936 cũng là năm cuối cùng Thế vận hội Mùa đông và Mùa hè được tổ chức ở cùng một quốc gia. Đây là Thế vận hội Mùa đông cuối cùng trước khi thế chiến thứ hai diễn ra và người tuyên bố khai mạc là Adolf Hitler.

## Các quốc gia tham dự
28 quốc gia tham gia tranh tài ở Đức. Úc, Bulgaria, Hy Lạp, Liechtenstein, Tây Ban Nha và Thổ Nhĩ Kỳ lần đầu tiên tham dự Thế vận hội Mùa đông. Estonia, Latvia, Hà Lan, và Nam Tư trở lại sau khi bỏ Thế vận hội Mùa đông 1932.
| - Úc (AUS) - Áo (AUT) - Bỉ (BEL) - Bulgaria (BUL) - Canada (CAN) - Tiệp Khắc (TCH) - Estonia (EST) - Phần Lan (FIN) - Pháp (FRA) - Đức (GER) |  | - Anh Quốc (GBR) - Hy Lạp (GRE) - Hungary (HUN) - Ý (ITA) - Nhật Bản (JPN) - Latvia (LAT) - Liechtenstein (LIE) - Luxembourg (LUX) - Hà Lan (NED) |  | - Na Uy (NOR) - Ba Lan (POL) - România (ROU) - Tây Ban Nha (ESP) - Thụy Điển (SWE) - Thụy Sĩ (SUI) - Thổ Nhĩ Kỳ (TUR) - Hoa Kỳ (USA) - Nam Tư (YUG) |

## Tổng sắp huy chương

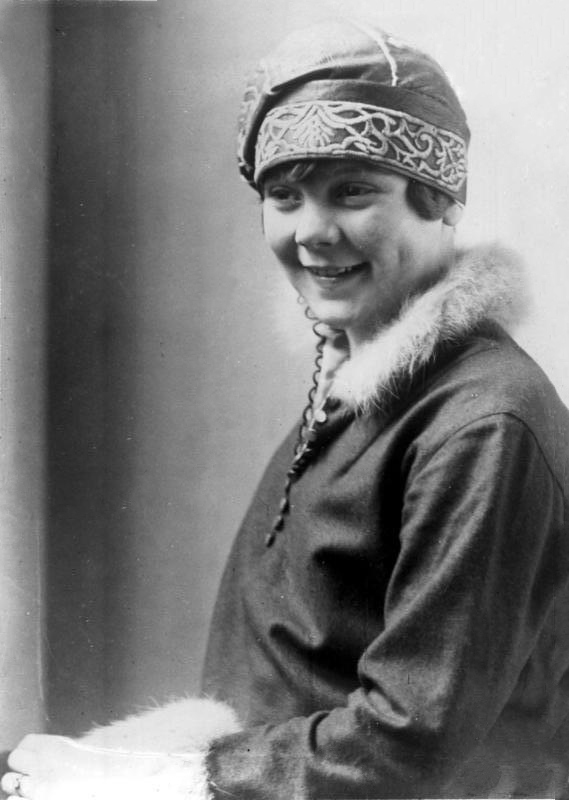
Vận động viên trượt băng nghệ thuật Na Uy Sonja Henie

| 1  | Na Uy (NOR)         | 7 | 5 | 3 | 15 |
| 2  | Đức (GER) (chủ nhà) | 3 | 3 | 0 | 6  |
| 3  | Thụy Điển (SWE)     | 2 | 2 | 3 | 7  |
| 4  | Phần Lan (FIN)      | 1 | 2 | 3 | 6  |
| 5  | Thụy Sĩ (SUI)       | 1 | 2 | 0 | 3  |
| 6  | Áo (AUT)            | 1 | 1 | 2 | 4  |
| 7  | Anh Quốc (GBR)      | 1 | 1 | 1 | 3  |
| 8  | Hoa Kỳ (USA)        | 1 | 0 | 3 | 4  |
| 9  | Canada (CAN)        | 0 | 1 | 0 | 1  |
| 10 | Pháp (FRA)          | 0 | 0 | 1 | 1  |
| 10 | Hungary (HUN)       | 0 | 0 | 1 | 1  |

## Liên kết
- "Garmisch-Partenkirchen 1936". Olympic.org. Ủy ban Olympic Quốc tế.
- The program of the 1936 Garmisch-Partenkirchen Winter Olympics Lưu trữ ngày 20 tháng 7 năm 2008 tại Wayback Machine